# Толар (Тексас)
Толар (енгл. Tolar) град је у америчкој савезној држави Тексас. По попису становништва из 2010. у њему је живело 681 становника.

## Демографија
Према попису становништва из 2010. у граду је живело 681 становника, што је 177 (35,1%) становника више него 2000. године.
| Група             | 2000.       | 2010.       |
| Белци             | 464 (92,1%) | 626 (91,9%) |
| Афроамериканци    | 0 (0,0%)    | 0 (0,0%)    |
| Азијати           | 2 (0,4%)    | 6 (0,9%)    |
| Хиспаноамериканци | 26 (5,2%)   | 43 (6,3%)   |
| Укупно            | 504         | 681         |